# سدیم پرسولفات
سدیم پرسولفات (به انگلیسی: Sodium persulfate) با فرمول شیمیایی Na۲S۲O۸ یک ترکیب شیمیایی با شناسه پاب‌کم ۶۲۶۵۵ است. که جرم مولی آن ۲۳۸٫۰۳ g/mol می‌باشد. شکل ظاهری این ترکیب، پودر سفید است.